# Canteleu
Canteleu è un comune francese di 15 160 abitanti situato nel dipartimento della Senna Marittima nella regione della Normandia.

## Società

### Evoluzione demografica
Abitanti censiti